# 汪彤程
汪彤程，字笏山，江苏省赣榆县青口镇人，清朝进士、官員。

## 生平
清咸丰二年（1852年）中举，同治七年（1868年）戊辰科殿試金榜第二甲67名，官工部都水司主事，直隶束鹿县知县（今河北省辛集市），在任五年致仕。离任前多与名士唱和，后汪彤程结集为《鹿岩离集》。回家后自己刻板印制成书。